# Stenbergstjärnen, Dalarna
Stenbergstjärnen (även kallad Nydammen) är en sjö strax norr om tätorten Nyhammar i Grangärde socken, Ludvika kommun. Sjön bildades vid 1800-talets mitt genom uppdämning av Norrboån.

## Beskrivning

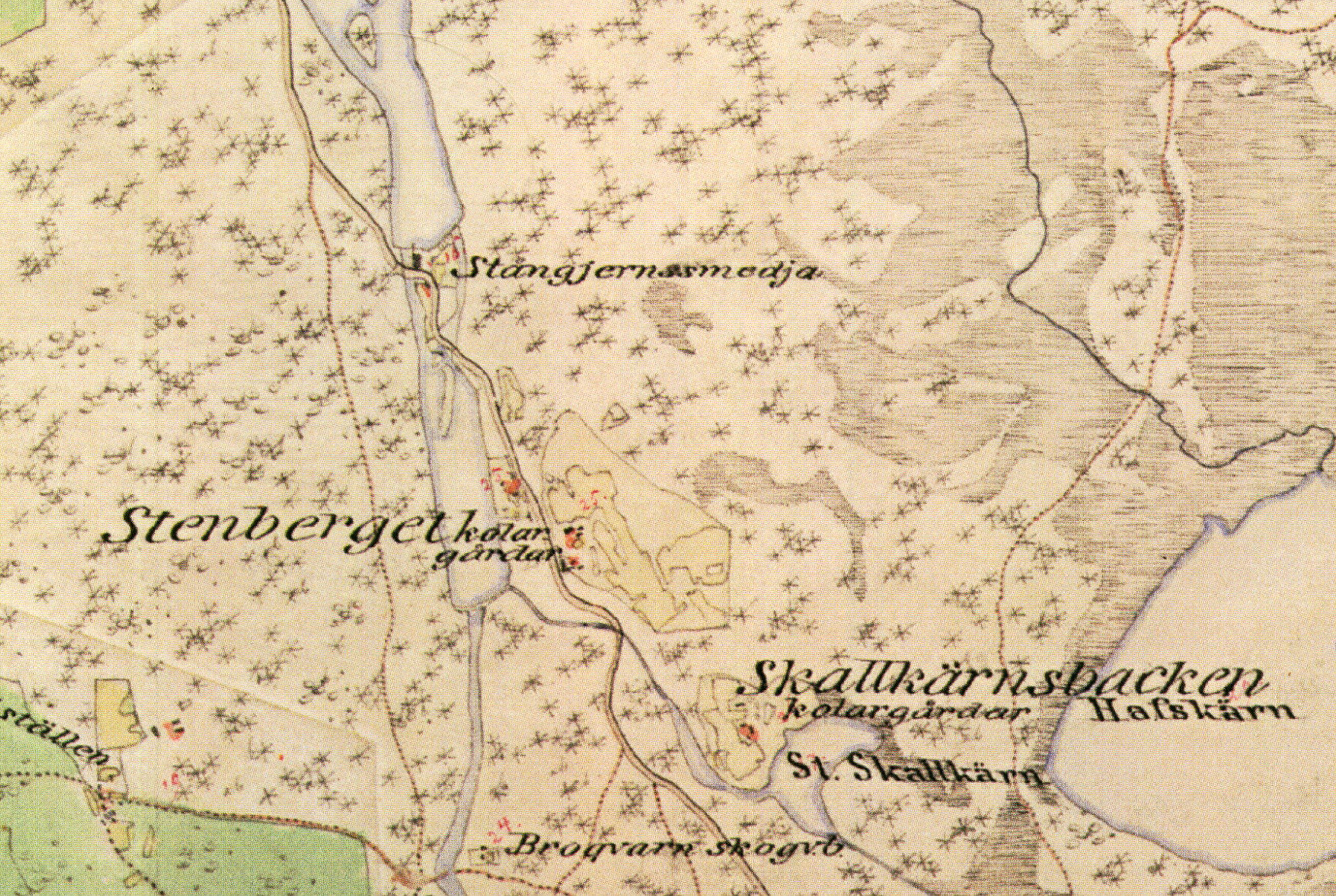
Stenbergstjärnen på Häradsekonomiska kartan 1865.

Namnet ”Stenbergstjärnen” härrör från den numera försvunna byn Stenberget som låg vid östra sidan om sjön. Byn gav även namnet till närbelägna berget Stenberget. Stenbergstjärnen är den sydligaste sjön i Malingarnas sjösystem och en fortsättning av sjön Frötjärnen. Stenbergstjärnens utlopp är Norrboån som mynnar i Bysjön strax norr om Grangärde.  
Stenbergstjärnen är cirka 635 meter lång och omkring 100 meter bred och avgränsas med dammar i båda ändarna. Längs sjöns västra sida går riksväg 66 och längs östra sidan leder Pilgrimsleden Västerbergslagen som invigdes i maj 2003.
Sjön bildades på 1860-talet genom uppdämning av Norrboån. Anledningen var att samla Abäckshyttans smedja och hytta på samma plats (i nuvarande Nyhammar) och låta vattenkraften från sjön driva smideshammare och blåsbälgarna till masugnen. Verksamheten vid den sista hyttan lades ned 1927 och anläggningen revs kort därefter. Området är ett fornminne med RAÄ-nummer Grangärde 72:1.
Sedan 1914 nyttjades Stenbergstjärnens vattenkraft att utvinna elenergi i Nyhammars kraftstation som idag drivs av VB Energi. En normal årsproduktion ligger på 3 100 MWh.

## Bilder

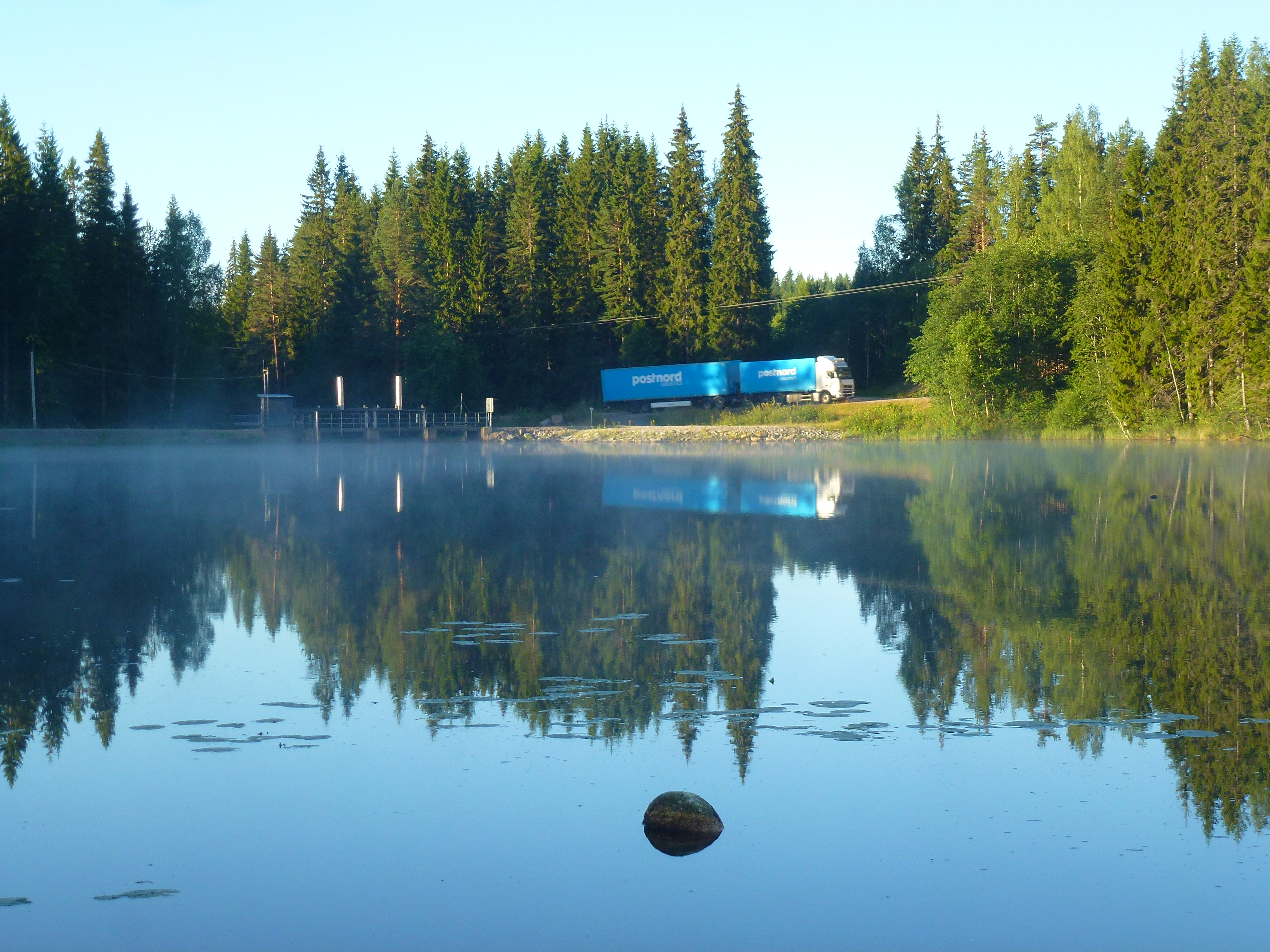
Södra dammen, 2015
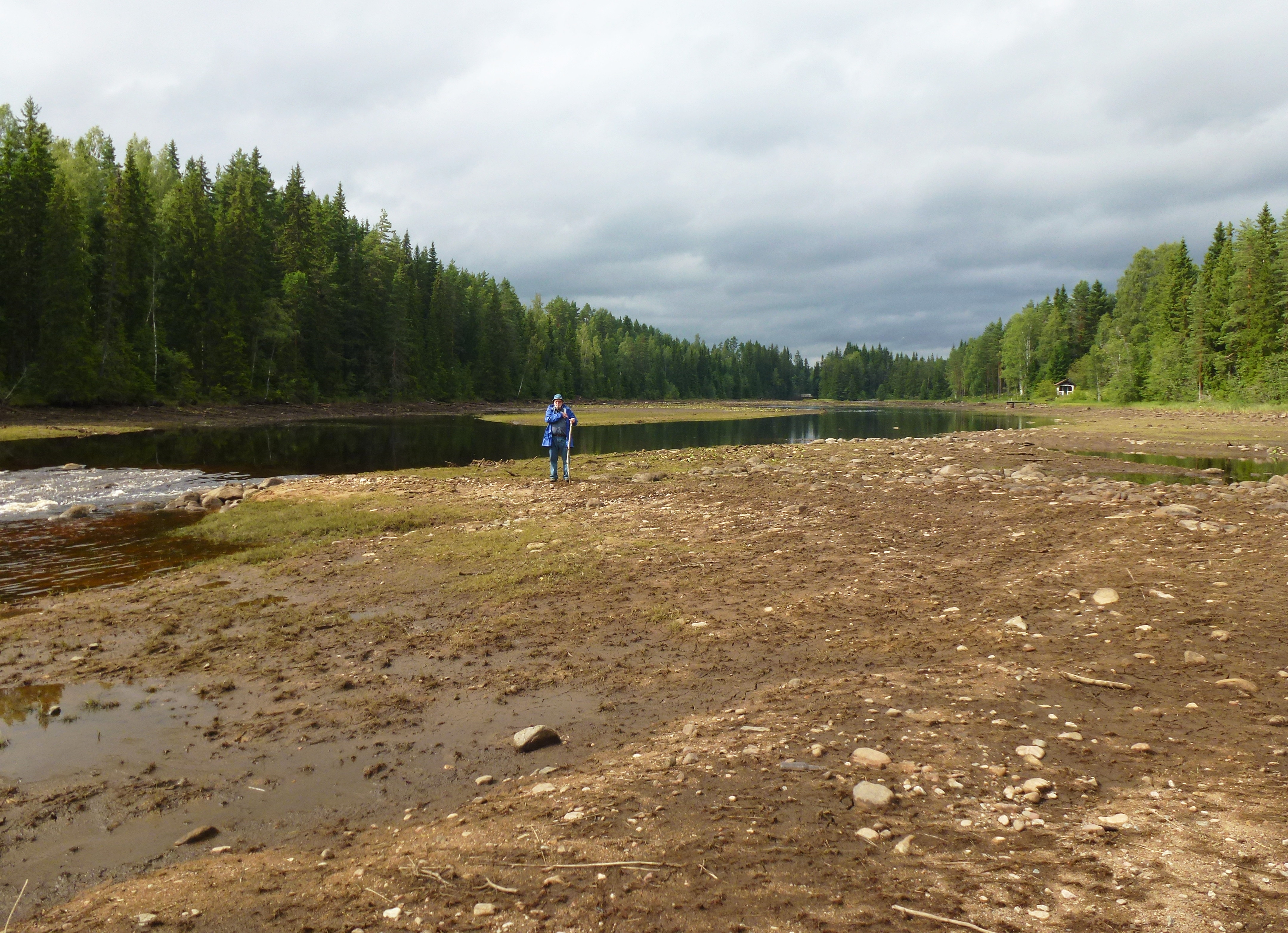
Stenbergstjärnen tömd på vatten efter dammbrott 2012
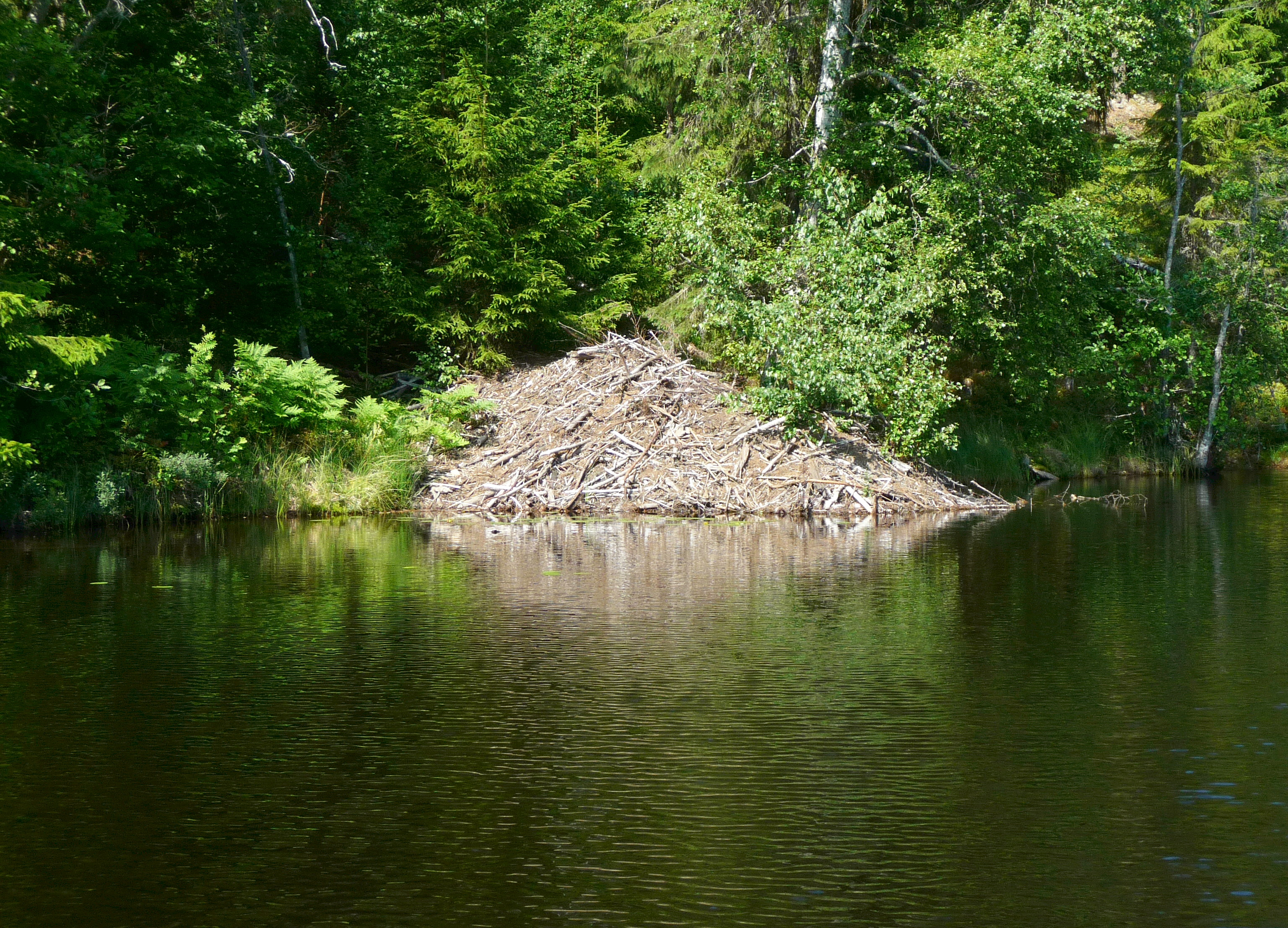
En bäverhydda i Stenbergstjärnen
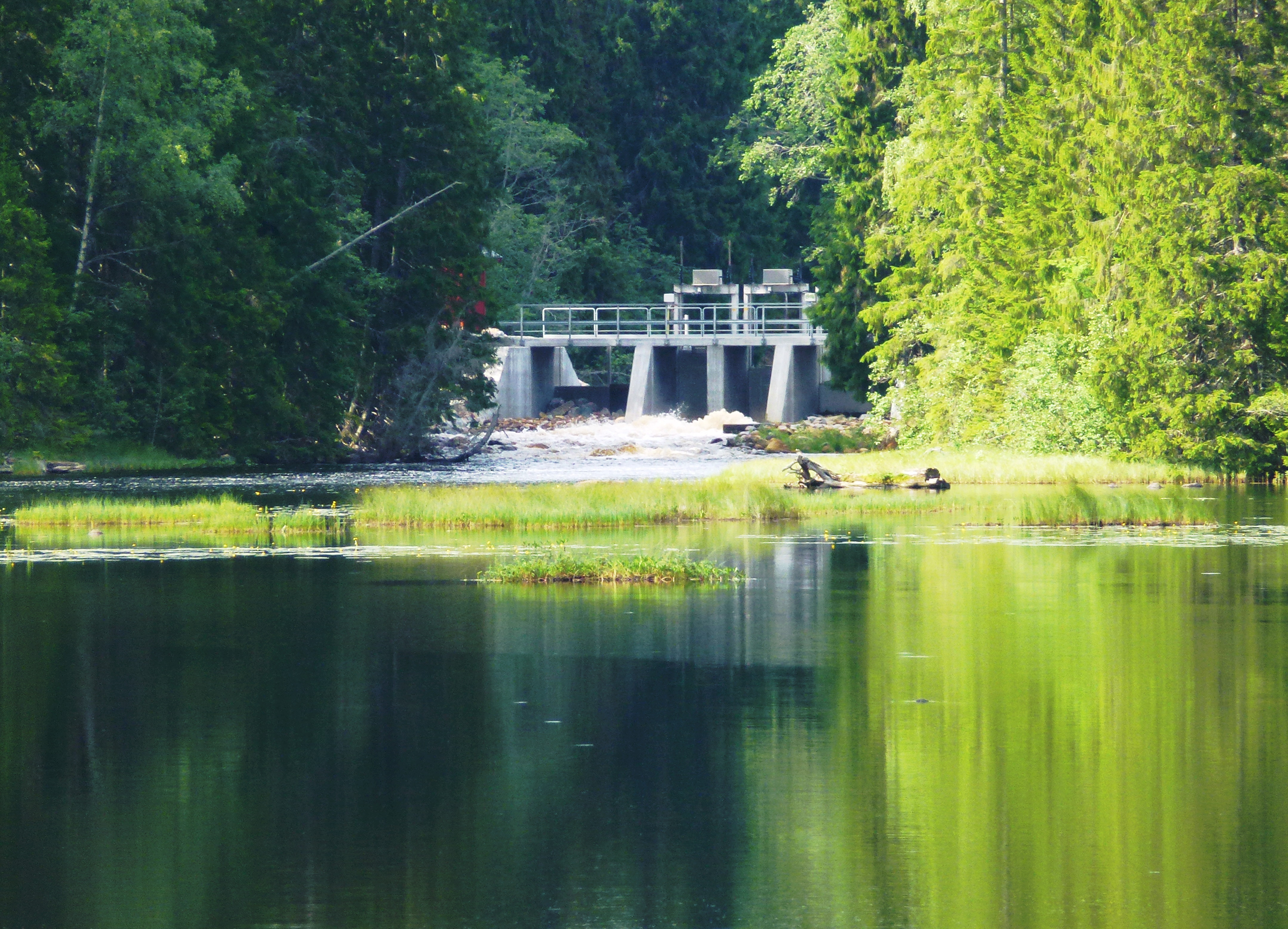
Norra dammen, 2015